# Hans Quambusch (prawnik)
Hans Quambusch (ur. 7 września 1886 w Düsseldorfie, zm. 30 czerwca 1965 w Wiesbaden) – niemiecki prawnik.
W 1909 doktoryzował się Uniwersytecie w Heidelbergu. Od 1937 wyższym prokuratorem przy Sądzie Krajowym w Wiesbaden. Po zakończeniu II wojny światowej w 1945 najpierw został pozbawiony swoich urzędów, a potem został mianowany kierownikiem wszystkich sądów izb orzekających w ramach postępowań denazyfikacyjnych na obszarze brytyjskiej strefy okupacyjnej. W 1948 został prokuratorem generalnym przy Niemieckim Wyższym Sądzie dla Zjednoczonego Obszaru Gospodarczego w Kolonii. W 1952 został odznaczony Wielkim Krzyżem Zasługi Orderu Zasługi Republiki Federalnej Niemiec.